# The Pop Group
The Pop Group ist eine britische Rockband aus Bristol, die von 1977 bis 1981 bestand und sich 2010 reformierte. Charakteristisch für die Band sind experimenteller Post-Punk mit Einflüssen aus Dub, Avantgarde, Free Jazz und Funk sowie politische Songtexte.

## Geschichte
Im Zuge der Post-Punk-Ära nahmen fünf Kunststudenten aus der linken Szene Bristols nach einigen Singles ein Album mit Elementen aus Punk, Funk, Jazz und Noise auf, vermischt mit politischen Parolen. Produziert wurde das Debütalbum Y vom Reggae- und Dub-Experten Dennis Bovell (der annähernd gleichzeitig auch Cut der The Slits produzierte, bei denen Drummer Bruce Smith zeitweise ebenfalls aktiv war). Das Album gilt als Klassiker und taucht in verschiedenen Bestenlisten auf, unter anderem wurde es vom britischen Avantgarde-Magazin The Wire in eine Auswahl der 100 wichtigsten Alben aufgenommen.
Nach Ausscheiden der Mitglieder Underwood und Waddington wurde 1980 ein weiteres Album namens For How Much Longer Do We Tolerate Mass Murder? eingespielt, dann löste sich die Gruppe auf. Als Hinterlassenschaft wurde im gleichen Jahr We Are Time mit einigen Live-Aufnahmen veröffentlicht.
Teile der Band schlossen sich den Glaxo Babies an, andere gründeten das mehr jazz-orientierte Nachfolge-Projekt Rip Rig & Panic sowie Pigbag und Maximum Joy. Mark Stewart schloss sich dem On-U-Sound-Kollektiv an und machte als Mark Stewart & The Maffia, später nur als Mark Stewart weiter.
2010 traten The Pop Group erstmals wieder als Band bei einer Clubtour durch Großbritannien auf. Das Line-up war unverändert. Die Gruppe bekam mehrere Einladungen zu diversen 2011 stattfindenden Festivals.
2015 erschien ein neues Studioalbum namens Citizen Zombie. Ein Jahr darauf folgte bereits das vierte Album Honeymoon on Mars.
Frontmann Mark Stewart starb im April 2023 im Alter von 62 Jahren. Bassist John Waddington starb am 20. Juni 2023 im Alter von 63 Jahren.

## Stil und Rezeption
The Pop Group wird großer Einfluss auf nachfolgende Bands und Musiker wie Nine Inch Nails, Massive Attack oder Nick Cave zugestanden. Auch Matt Groening gilt als Fan der Band.
Das Touch-and-Go-Fanzine attestiert der Band anlässlich einer Rezension des Albums Metal Box, ein „ewiger und unauslöschlicher Spiegel der 1980er-Jahre“ zu sein.
Die US-amerikanische Musikerin St. Vincent spielte 2011 eine Coverversion von She Is Beyond Good and Evil in der Fernsehshow Late Night with Jimmy Fallon und auf ihrer Tournee.

## Diskografie
Studioalben
- 1979: Y (Radar Records)
- 1980: For How Much Longer Do We Tolerate Mass Murder (Rough Trade)
- 2015: Citizen Zombie (Freaks R Us)
- 2016: Honeymoon on Mars (Freaks R Us)

Kompilationen
- 1980: We Are Time (Rough Trade, Y Records)
- 1998: We Are All Prostitutes (Radar Records)
- 2014: Cabinet of Curiosities (Freaks R Us)
- 2020: Alien Blood (Mute)
- 2021: Y in Dub (Mute)

Live-Alben
- 2007: Idealists in Distress From Bristol (Konzerte von 1979/80; Vinyl Japan)
- 2016: The Boys Whose Head Exploded (Konzerte von 1979/80; Freaks R Us)
- 2020: Y Live! (Mute)

Singles
- 1979: She Is Beyond Good and Evil
- 1979: We Are All Prostitutes
- 1980: Where There’s a Will There’s a Way
- 2015: Citizen Zombie
- 2015: Mad Truth
- 2015: S.O.P.H.I.A.
- 2016: Zipperface